# Tieleszy (rejon smoleński)
Tieleszy (ros. Телеши) – wieś (ros. деревня, trb. dieriewnia) w zachodniej Rosji, w osiedlu wiejskim Michnowskoje rejonu smoleńskiego w obwodzie smoleńskim.

## Geografia
Miejscowość położona jest nad Łubnią, 1 km od drogi federalnej R120 (Orzeł – Briańsk – Smoleńsk – Witebsk), 15 km od drogi magistralnej M1 «Białoruś», 7,5 km od centrum administracyjnego osiedla wiejskiego (Michnowka), 13,5 km od Smoleńska, 3,5 km od najbliższej stacji kolejowej (Gniezdowo).
W granicach miejscowości znajdują się ulice: Jełowaja, Kalinowaja, Kasztanowaja, Klenowaja, Krajniaja, Lesnaja, Lesnaja usadźba, Malinowaja, Mirnaja, Naczalnaja, Nowaja, Polewaja, Sadowaja, Sirieniewaja, Sosnowaja, Sriedniaja, Stroitielej, pierieułok Zielonyj Ruczej.

## Demografia
W 2010 r. miejscowość zamieszkiwało 36 osób.